# Genetica formale
La genetica formale (detta anche genetica classica) è il ramo della genetica basata unicamente sui risultati visibili di atti riproduttivi. È la disciplina più antica in campo genetico, risalendo agli esperimenti di Gregor Mendel che permisero di identificare i meccanismi fondamentali dell'ereditarietà; in tempi successivi tali meccanismi sono stati studiati e spiegati a livello molecolare.

## Definizioni di base
Alla base della genetica formale c'è il concetto di "gene": fattore ereditario legato ad una particolare caratteristica semplice (carattere). È possibile studiare coi metodi della genetica formale un carattere se sono presenti più geni che concorrono diversamente a determinarlo; tali geni si dicono "alleli" e nella maggior parte dei casi sono due: questi corrispondono a livello molecolare alle due copie del gene (alleli) presenti in organismi diploidi nei due cromosomi. I diversi modi con cui si manifesta un carattere si dicono "fenotipi". L'insieme dei geni per uno o più caratteri posseduti da un individuo è il suo "genotipo". Un individuo i cui due alleli per la determinazione di un carattere sono uguali si dice "omozigote (AA-aa)", se diversi tra loro si dice "eterozigote (Aa)".

## Espressione dei geni
Nella genetica formale l'espressione di un gene è il modo in cui il genotipo si traduce nel fenotipo, determinando un carattere. Come già menzionato, nel caso più semplice per ogni carattere sono presenti due alleli. Nel caso in cui i due alleli siano diversi tra loro (eterozigosi), tra di essi possono sussistere tre tipi di relazione: dominanza completa, dominanza incompleta e codominanza.
- Se uno dei due alleli è (completamente) dominante, esso domina sull'altro che si dice (completamente) recessivo. L'allele dominante si esprime sempre (allo stato omozigote e allo stato eterozigote), quello recessivo solo allo stato omozigote. Ciò comporta che gli eterozigoti siano indistinguibili dagli omozigoti dominanti, avendo lo stesso fenotipo, detto fenotipo completamente dominante. Il fenotipo recessivo, invece, identifica senza ambiguità un omozigote recessivo. Dal punto di vista formale, in genere, se non meglio specificato, quando si parla di dominanza si sottintende dominanza completa.

- Si parla invece di dominanza incompleta quando il fenotipo dell'eterozigote è una via di mezzo tra il fenotipo dell'omozigote dominante e quello dell'omozigote recessivo; e ciò spesso accade quando si prendono in considerazione geni che determinano caratteri cromatici (esempio colore fiore). In questo caso dal fenotipo si può sempre risalire al genotipo, in quanto l'eterozigote differisce dai due omozigoti.

Dal punto di vista molecolare, sia nel caso della dominanza completa che nel caso di quella incompleta l'allele recessivo "non viene utilizzato" ( o non codifica un prodotto funzionale): l'unico prodotto che viene a formarsi è quello codificato dall'allele dominante. Si forma quindi "metà della dose" di questo prodotto genico rispetto a quella che si avrebbe nel caso di un omozigote dominante. Se tuttavia questa dose dimezzata è sufficiente per mostrare macroscopicamente il carattere dell'omozigote dominante si parlerà di dominanza completa (e di gene aplosufficiente), se invece la dose dimezzata non è in grado di mostrare macroscopicamente il carattere dell'omozigote dominante si parlerà di dominanza incompleta (e di gene aploinsufficiente).
- Infine si ha codominanza nel caso in cui due alleli si esprimono entrambi anche in presenza dell'altro. Come nel caso precedente dal fenotipo si può sempre risalire al genotipo, poiché l'eterozigote differisce dai due omozigoti.

La natura di "dominante" o "codominante" non dipende dal singolo allele, ma dalla coppia di alleli considerata: perciò tra differenti alleli di un gene vi possono essere entrambe le relazioni. Ad esempio, nel carattere "gruppo sanguigno del sistema AB0" gli alleli IA e IB, che producono i due antigeni, sono tra loro codominanti, mentre dominano (completamente) sull'allele i, che non produce alcun antigene.

## Segregazione
In organismi diplodi, come quelli studiati classicamente dalla genetica formale, la segregazione è il processo di separazione dei due alleli per lo stesso carattere al momento della produzione di gameti (o meiospore). In virtù della segregazione metà dei gameti di un individuo eterozigote possiederà un allele, metà l'altro. Questo avviene perché i gameti, a differenza di tutte le altre cellule (dette "cellule somatiche"), possiedono una sola copia del patrimonio genetico (sono aploidi).
Grande importanza assume la dipendenza o meno tra la segregazione di un carattere e quella di un altro.
Se i due caratteri segregano indipendentemente, la trasmissione ad un discendente di uno o l'altro degli alleli di un carattere (supposto eterozigote) non influenza la probabilità di trasmettergli uno o l'altro degli alleli per l'altro carattere.
Consideriamo un individuo con genotipo AaBb, dove Aa è il genotipo per un carattere e Bb quello per l'altro. Supponiamo anche che gli alleli maiuscoli siano di origine paterna e quelli minuscoli materna.
I gameti potranno essere AB, ab, Ab, aB: i primi due si dicono parentali, perché comprendono i geni ricevuti da un solo genitore, gli altri ricombinanti.
Se i due caratteri segregano indipendentemente i quattro tipi di gameti saranno prodotti, secondo i dettami dell'ereditarietà mendeliana, con la stessa frequenza (1/4 o 25%). Ciò si verifica realmente per certe coppie di caratteri. Altre coppie di caratteri, invece, presentano la trasmissione preferenziale delle combinazioni parentali, per cui la frequenza totale dei ricombinanti è minore del 50%. Tali caratteri si dicono associati. Dal punto di vista molecolare, i geni che determinano caratteri associati si trovano fisicamente vicini tra loro in un singolo cromosoma. Geni su cromosomi diversi hanno una segregazione sempre indipendente.

## Mappe genetiche
Quando si considerano tre caratteri associati tra i quali, presi a coppie, la percentuale di ricombinazione è bassa, si verifica che uno dei tre presenta percentuali di ricombinazione con gli altri due che sommate danno circa la percentuale di ricombinazione tra gli altri due. La percentuale di ricombinazione si comporta insomma come se fosse una distanza tra punti allineati.
Quando le percentuali di ricombinazione tra due caratteri è elevata, si ottiene una distanza più corretta sommando le distanze tra caratteri intermedi: la "misura diretta" di distanze grandi tende a sottostimarle.
La distanza così misurata si chiama distanza genetica; la sua unità di misura è il centimorgan (indicato cM), che è la distanza tra due caratteri tra i quali si ha l'1% di ricombinazione.
Se si studiano parecchi caratteri di un organismo superiore questi tendono a raggrupparsi in gruppi di associazione, formati da caratteri tra loro associati direttamente o attraverso una catena di caratteri associati intermedi. Possiamo quindi costruire una più o meno dettagliata mappa genetica formata dai gruppi di associazione rappresentati da segmenti su cui si indicano i caratteri in posizioni fisse. Il posto di un carattere nella mappa genetica si chiama locus (plur. loci).
Il significato fisico delle mappe genetiche è spiegato dalla citogenetica, che spiega anche apparenti anomalie come i caratteri legati al sesso.